# Gózon Ákos
Gózon Ákos (Veszprém, 1969 –) tudományos és kulturális újságíró. Az Élet és Tudomány főszerkesztője (2004–), a Természet Világa főszerkesztője (2017–).  Médiaismeretet tanít, kommunikációs szakértőként részt vesz tehetségsegítő programokban, az MTA TTK Kémiai Panoráma szaktanácsadója.

## Életpályája
Korábban közszolgálati rádiós és televíziós szerkesztő, műsorvezető volt. A nevéhez fűződik a Millenniumi Mesék című, híres magyarok  élettörténetét ábrázoló dokumentumfilm sorozat (26 perc, 2000).
2004 óta az Élet és Tudomány, 2017-től a Természet Világa főszerkesztője.

## Írásai
- Gózon Ákos, Dudás Dóri, Jászay Tamás, Proics Lilla: Tizenkettő nem egy tucat! Interjúk sikeres tehetségekkel. ISSN 2062-5936 Magyar Tehetségépítő Szerveztek Szövetsége (2014)

## Díjai, elismerései
- Akadémiai Újságíró Díjas (2004),[4] OTDT-díjas és Hevesi Endre-díjas.